# Emden Deep
O Emden Deep, também conhecido como Galathea Deep ou Galathea Depth, é a porção dos 10.540m Trincheira filipina superior a 6000m profundidades no sudoeste do Oceano Pacífico. 
Originalmente descoberto pelo navio alemão Emden em 1927, foi explorado pela primeira vez em detalhes pelo navio dinamarquês Galathea em 1951 na expedição Galathea 2, da qual o nome foi tirado. Amostras biológicas coletadas durante a expedição dinamarquesa demonstraram pela primeira vez que uma grande variedade de peixes, anfípodes, equinodermos e bactérias não apenas sobreviveram, mas prosperaram nas partes mais profundas do oceano. Na época da expedição, a Fossa das Filipinas era a parte mais profunda conhecida do oceano.
A primeira descida tripulada ao Emden Deep foi feita pelo explorador submarino americano Victor Vescovo e pelo oceanógrafo filipino Deo Florence Onda em 23 de março de 2021. As descobertas da expedição incluem grande quantidade de lixo perto do fundo do mar do recurso subaquático.